# Neoscona stanleyi
Neoscona stanleyi là một loài nhện trong họ Araneidae.
Loài này thuộc chi Neoscona. Neoscona stanleyi được Roger de Lessert miêu tả năm 1930.